# كرونا (المغرب)
كرونا (بالتيفيناغ ⴽⵔⴻⵏⴰ) أو كرونة هي بلدة في منطقة الريف شمال المغرب. تقطنها بالأساس قبيلة تمسمان، وهي مركز جماعة تمسمان، هذه الأخيرة تضم كل من اوشانن، كرونا، امزاورو، اورير ويضمة ايت ملكشن، اجدير، زغور، ايت بويعقوب ويبلغ عدد سكان كرونا حوالي2500 نسمة، هذا العدد الذي يتضاعف خلال فصل الصيف بعد عودة المهاجرين من الديار الاوربية يعتبر قطاع البناء والتجارة المحركين الرئيسيين لاقتصاد هذه المدينة الصغيرة.حيت تفتح عدة اوراش على مدار السنة وتوفر فرصا للشغل للعديد من أبناء المنطقة وخارجها. في المجال الصحي يتوفر المركز كرونة على مستوصفا واحدا لا يلبي كل حاجيات الجماعة التي يبلغ إجمالي عدد السكان حوالي 14 الف نسمة.اما القطاع الخاص فيتوفر المركزعلى عيادة واحدة للطب العام (د.البوركيني) بالإضافة إلى 3 عيادات لطب الاسنان.
في امجال التربوي يتوفر المركزعلى مؤسستين:واحدة للتعليم الاعدادي(ابن بطوطة)بقدرة استيعابية تصل إلى 1000 تلميذ/ ة. والثانية للتعليم الثانوي (ثانوية تمسمان)القدرة اللاستعابية تصل إلى 400 شخص هذا بالإضافة إلى مؤسسة واحدة للتعليم الابتدائي وروضا للاطفال في المجال الخدماتي يتوفر المركز على وكالتين للاسفار ووكالتين بنكيتين بالإضافة إلى وكالات لتحويل الأموال وبريد المغرب
في قطاع النقل تتوفر المنطقة على حافلتين للنقل الأولى تربطها بالحسيمة 54 كم والثانية بمدينة الناظور 100 كم، اما البنية التحتية لشبكة المواصلات فباستثناء الطريق الرابطة بين كرونا-الحسيمة فان الخطين الآخرين الرابطين بين كرونا تفرسيت كم23 وكرونا بنطيب كم 31 يشكلان خطورة كبيرة على المسافرين حيث شهدا عدة حوادث مأساوية، ويامل السكان ان يشكل الطريق الذي سيربط مستقبلا جماعة بودينار بسيدي دريس منفذاخر يخرج الجماعة من عزلتها خلال فصل الصيف تشهد المنطقة حركة غير عادية تحت ايقاع الأفراح وحفلات الزفاف ابطالها سعيد أمازيغ، ميمون رفروع، رابح سلام وآخرون مما يستلزم قاعة خاصة للحفلات في المنطقة للمساعدة على التنظيم ويعطي للحفلات طابعا مميزا

## التسمية
وتعني التاج أطلقته سلطات الاستعمار الأسباني على هذه القرية لموقعها الاستراتيجي في المنطقة فالمتامل في الجبال التي تحيط بها من كل الجوانب والتي يتركز فيها معضم القرى والمداشر المكونة لجماعة تمسمان فان التسمية توحي بالفعل على تاج حقيقي ترسمه هذه الجبال بشكلها الدائري، والموقع بالنسبة للإسبان كان مهما حيث كان يتيح لهم مراقبة جل تحركات المجاهدين من جميع الجهات، بدءا من دهاراوبران (الجبل)الذي شهد معركة حاسمة حيث منيى فيها الأسبان بهزيمة تاريخية مرورا بغابة القرن وآيت توزين ثم مرتفعات تيزي عزا وكان قد شيد لهذا الغرض برجا للمراقبة حيث بقي قائما إلى غاية سنة 1998 فتم هدمه لما يشكله من خطر على تلاميذ إعدادية ابن بطوطة حسب زعم المسؤلين حيث كان يتموقع في وسطها.وبالقرب من مقر الجماعة وبمحاذاة الإعدادية المذكورة توجد بناية أخرى تعود إلى حقبة الاستعمار حيث يجب الحفاظ عليها كموروث تاريخي
الوصلة

## المصدر
موقع كرونا الإلكتروني www.kronacity.c.la
1. ↑  الجريدة الرسمية للمملكة المغربية - النسخة الرابعة بعد المائة - عدد 6354  (تاريخ الولوج: الأربعاء 3 شباط/فبراير 2016). نتائج الإحصاء العام للسكان والسكنى 2014. [وصلة مكسورة] نسخة محفوظة 08 فبراير 2017 على موقع واي باك مشين.